# Chráněná krajinná oblast Železné hory
Chráněná krajinná oblast Železné hory (CHKO Železné hory) je chráněná krajinná oblast v Česku. Vyhlášena byla 1. května 1991. Správa CHKO sídlí v Nasavrkách. Rozloha CHKO činí 285 km², nadmořská výška se pohybuje v rozmezí 261 až 668 metrů, nejvyšším bodem je vrchol Vestce.
CHKO Železné hory se nachází v severní části Českomoravské vrchoviny v Pardubickém kraji a v Kraji Vysočina. Leží ve střední části Železných hor zhruba mezi městy Slatiňany na severu, Chotěboř na jihu, Třemošnice na západě a Trhová Kamenice a Nasavrky na východě. K cenným maloplošným chráněným územím patří národní přírodní rezervace Lichnice a národní přírodní památka Kaňkovy hory.

## Historie
Chráněnou krajinnou oblast vyhlásilo Ministerstvo životního prostředí s účinností od dne 1. května 1991.
S platností od 1. ledna 2024 bylo v rámci Agentury ochrany přírody a krajiny ČR nově vytvořeno Regionální pracoviště Vysočina se sídlem v Havlíčkově Brodě, které vzniklo spojením Správy CHKO Železné hory a Správy CHKO Žďárské vrchy.

## Přírodní poměry

### Reliéf

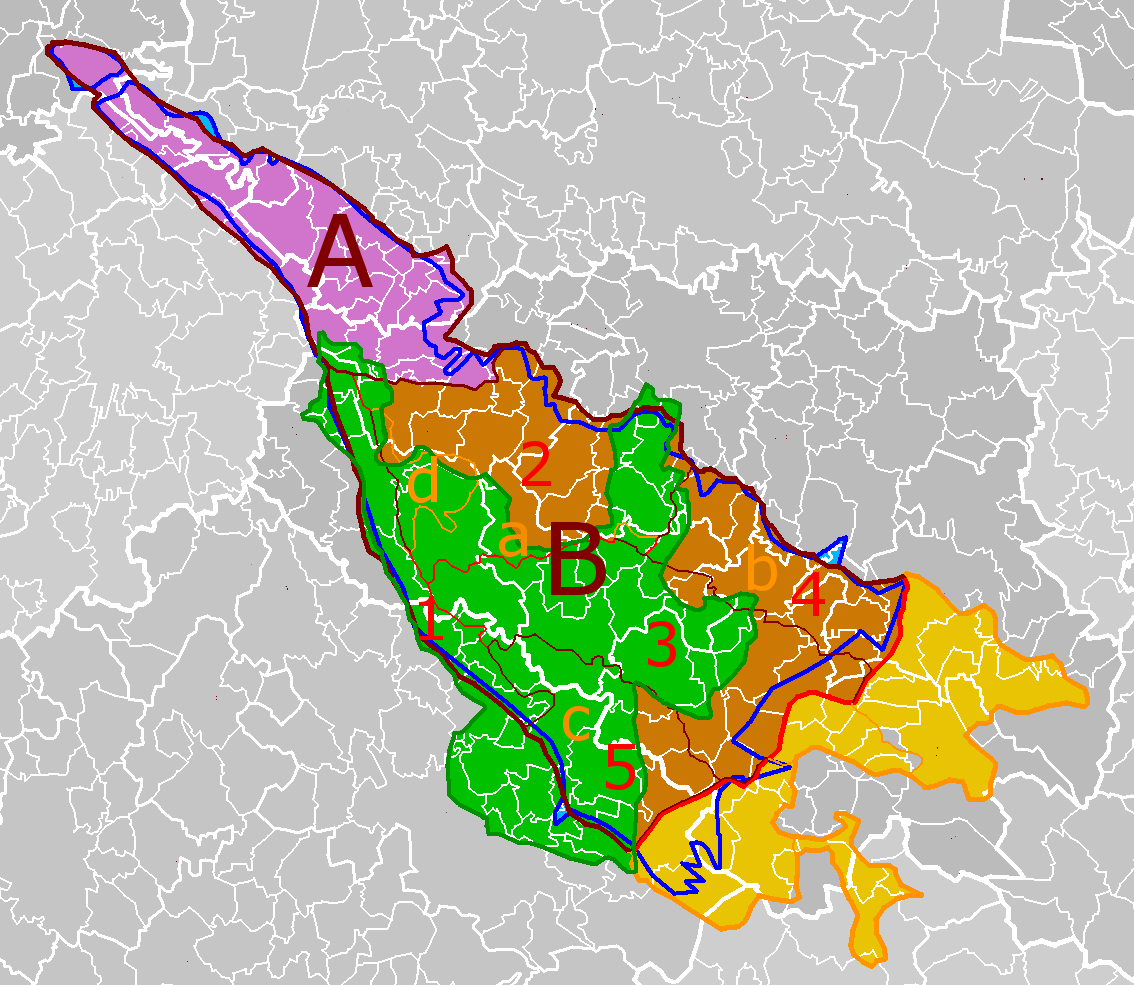
CHKO Železné hory (zeleně) v rámci Železných hor

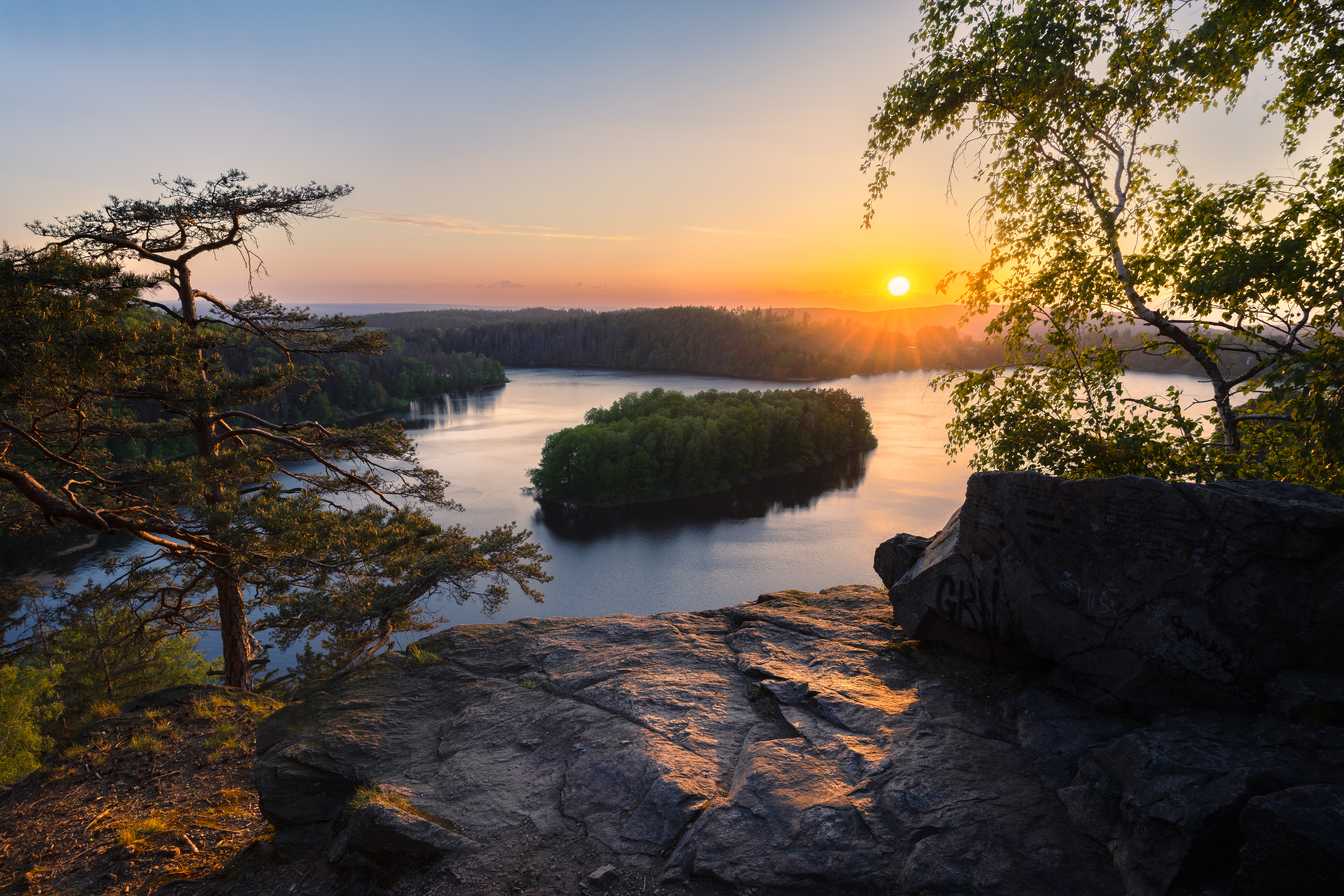
Vodní nádrž Seč v Železných horách, průtočná řekou Chrudimkou

Chráněná krajinná oblast zaujímá centrální část Železných hor. Nejvyššími vrcholy jsou Vestec s 668 metry nad mořem a Spálava s 663 metry. Nejnižší místa jsou u Podhořan a Slatiňan se shodnou nadmořskou výškou 261 metrů.
Nápadným útvarem je hlavní hřeben, který se táhne od Ždírce nad Doubravou do Podhořan a dále k Týnci nad Labem. V tomto hřebenu jsou vedle četných vrcholů (včetně Vestce či Spálavy) nápadné i rokle, např. Lovětínská a Hedvíkovská, které prorážejí hlavní hřeben u Třemošnice a Závratce.
Na severní straně chráněné krajinné oblasti je nejnápadnější Bučina, kopec mezi Kraskovem a Prachovicemi, s nadmořskou výškou 606 metrů. U Slatiňan s nadmořskou výškou 393 metrů je kopec Hůra. V severní části CHKO je jediná velká rokle vytvořená řekou Chrudimkou. Tento kaňon je chráněn v rámci přírodních rezervací Krkanka a Strádovské Peklo. Jižně od hlavního hřebene je nižší část zvaná Dlouhá mez. Z ní je nápadný u Libice nad Doubravou kopec Hradiště. Dále k jihu mezi Bílkem a Chotěboří je malebné kaňonovité údolí řeky Doubravy. Mezi Ždírcem nad Doubravou a Studencem leží táhlý hřbet Cerhovy.

### Flóra
Na území CHKO je registrováno přes 1 200 druhů vyšších rostlin, z toho asi 1 000 druhů domácích tj. druhů přirozeně se vyskytujících. Vyskytuje se zde například mochna bílá (Potentilla alba) v ČR ohrožená a chráněný druh medovník meduňkolistý (Melittis melissophyllum).

### Fauna
Na území CHKO žije přes 75 druhů měkkýšů, významní jsou také motýli, zvláště v oblasti Dlouhé meze (celkový počet druhů motýlí fauny v oblasti je 1262). Z obratlovců bylo zaznamenáno 230 druhů (24 druhů ryb, 12 druhů obojživelníků, 7 druhů plazů, 141 druhů ptáků a 46 druhů savců). 
V CHKO Železné hory byl na dvou lokalitách (PR Strádovka a PR Hubský) nalezen v Evropě jinak vzácný mravenec rašelinný (Formica picea), jehož výskyt je vázán na nelesní rašeliniště a slatinná stanoviště, případně horské louky.
Na celém území chráněné krajinné oblasti se vyskytuje několik druhů netopýrů. Někteří zde mají svá zimoviště, jiní se zde vyskytují spíše v létě. Jejich populace jsou ohrožené zejména ztrátou přirozených stanovišť, jako jsou dutiny ve starých domech a stromech a skalní štěrbiny. Ohrožuje je také vyrušování při zimování. Z hojnějších a stálých druhů se zde vyskytuje vrápenec malý (Rhinolophus hipposideros), netopýr vousatý (Myotis mystacinus), netopýr velký (Myotis myotis), netopýr dlouhouchý (Plecotus austriacus).

## Ochrana přírody
V chráněné krajinné oblasti se nachází následující maloplošná chráněná území:
Národní přírodní rezervaceLichnice
Národní přírodní památkyKaňkovy hory
Přírodní rezervaceHubský, Krkanka, Maršálka, Mokřadlo, Oheb, Polom, Spálava, Strádovka, Strádovské Peklo, Svatomariánské údolí, Údolí Doubravy, Vápenice, Vršovská olšina, Zlatá louka, Zubří
Přírodní památkyBoušovka, Buchtovka, Chuchelská stráň, Kaštanka, Na Obůrce, Na skalách, Písník u Sokolovce, Polánka, Upolíny u Kamenice, V Koutech
Památné stromy v chráněné krajinné oblasti:
- Duby letní (mohutné stromy na okraji obce o stáří asi 500 let) v Běstvině
- Platan v Běstvině – platan javorolistý (velkolepý jedinec u zámku o stáří asi 200 let)
- Kaštanovník setý (mohutný strom o stáří asi 190 let) v Horním Vestci
- Duby letní (roztroušeně rostoucí stromy u bývalých cest – stáří asi 500 let) v Chotěboři
- Lípa velkolistá (strom na okraji obce o stáří 460 let) v Kameničkách
- Klokočovská lípa – lípa velkolistá (strom s mohutným dutým kmenem a stářím asi 1000 let)
- Lánská lípa – lípa velkolistá (velký strom na okraji obce o stáří asi 500 let)
- Lípa v Lipce – lípa srdčitá (dvojkmenný jedinec o stáří asi 600 let)
- Dub letní (Žižkův) (velký strom u bývalé hradní cesty o stáří 700 až 800 let) v Podhradí
- Jilm habrolistý (mohutný jedinec o stáří asi 230 let) v Přemilově
- Smrk ztepilý (vícekmenný strom, poškozen větrem v roce 1999, stáří asi 160 let) ve Slavicích
- Spálavská lípa – lípa velkolistá (velký strom na místní návsi o stáří asi 500 let)
- Lípa velkolistá (velkolepý strom na bývalé návsi o stáří asi 600 let) ve Štikově

## Turistika a rekreace
Na území chráněné krajinné oblasti a v jejím těsném okolí se nalézá šest sjezdovek s lyžařskými vleky: Trhová Kamenice, Hluboká, Chotěboř, Vápenný Podol, Horní Bradlo a Nasavrky.
Chráněným územím vedou následující naučné stezky:
- MAGMA (naučná geologická stezka – MAlebný Geologický MAglajz) – 56 km z Hlinska do Chrudimi, počet zastávek: 8
- Ke Kočičímu hrádku – 3 km v Zámeckém parku ve Slatiňanech, počet zastávek:7
- Lesní naučná stezka – 3,2 km kolem Třemošnice, počet zastávek: 7
- Údolím Doubravy – 4,5 km z Chotěboře do Bílku, počet zastávek: 11
- Krajem Chrudimky (vlastivědná stezka) – 82 km od pramene Chrudimky u Filipova do Chrudimi, počet zastávek: 37
- Krajem Železných hor (vlastivědná stezka) – 23,5 km ze Seče do Ronova nad Doubravou, počet zastávek: 15